# باشگاه فوتبال ارزروم‌اسپور
باشگاه فوتبال ارزروم‌اسپور (انگلیسی: Erzurumspor) یک باشگاه فوتبال پیشین در ترکیه است که در شهر ارزروم فعالیت داشت.

## بازیکنان ایرانی
سهراب بختیاری‌زاده